# 25.º distrito congresional de California
El 25.º distrito congresional es un distrito congresional que elige a un Representante para la Cámara de Representantes de los Estados Unidos por el estado de California.  Según la Oficina del Censo, en 2011 el distrito tenía una población de 825 326 habitantes. Actualmente el distrito está representado por el Republicano Mike Garcia. El distrito incluye las ciudades de Simi Valley en el Condado de Ventura, Santa Clarita, Palmdale y Lancaster en el Condado de Los Ángeles. El distrito fue creado antes de las eleccíones de la Cámara de Representantes de Estados Unidos en el año 2012.

## Demografía
Según la Oficina del Censo de los Estados Unidos, en 2011 había 825 326 personas residiendo en el 25.º distrito congresional. De los 825 326 habitantes, el distrito estaba compuesto por 553 115 (67%) blancos; de esos, 520 169 (63%) eran blancos no latinos o hispanos. Además 81 026 (9.8%) eran afroamericanos o negros, 7 514 (0.9%) eran nativos de Alaska o amerindios, 50 218 (6.1%) eran asiáticos, 2 415 (0.3%) eran nativos de Hawái o isleños del Pacífico, 124 736 (15.1%) eran de otras razas y 39 248 (4.8%) pertenecían a dos o más razas. Del total de la población 319 445 (38.7%) eran hispanos o latinos de cualquier raza; 243 617 (29.5%) eran de ascendencia mexicana, 4 848 (0.6%) puertorriqueña y 3 331 (0.4%) cubana. Además del inglés, 4 808 (25.8%) personas mayor a cinco años de edad hablaban español perfectamente.
El número total de hogares en el distrito era de 251 381 y el 76.5% eran familias en la cual el 41.9 tenían menores de 18 años de edad viviendo con ellos. De todas las familias viviendo en el distrito, solamente el 55.3% eran matrimonios. Del total de hogares en el distrito, el 6.2 eran parejas que no estaban casadas, mientras que el 0.5% eran parejas del mismo sexo. El promedio de personas por hogar era de 3.2. 
En 2011 los ingresos medios por hogar en el distrito congresional eran de US$57 450, y los ingresos medios por familia eran de US$79 288. Los hogares que no formaban una familia tenían unos ingresos de US$60 285. El salario promedio de tiempo completo para los hombres era de US$50 900 frente a los US$39 855 para las mujeres. La renta per cápita para el distrito era de US$22 885. Alrededor del 13.7% de la población estaban por debajo del umbral de pobreza.